# Яєчний тарт
Яє́чний тарт (спрощ.: 蛋挞; кит. трад.: 蛋撻; піньїнь: dàntǎ) — традиційний китайський десерт, тістечко у вигляді горщику з листкового або пісочного тіста (тарт) із заварним кремом. Поширене в Китаї, Гонконзі, Макао, Сінгапурі, на Тайвані та у деяких азійських країнах.

## Історія
Англійський заварний тарт і португальський паштел-де-ната — європейські попередники китайського яєчного тарту, який поєднує характеристики обох. Повідомляється, що перед тим, як яєчний тарт потрапив до Гонконгу, він був винайдений у 1920-х роках у Гуанчжоу. Посилаючись на рецепти фруктових тартів, гуанчжоуські шеф-кухарі перетворили їх на яєчні тарти, заповнюючи їхню середину натомість яєчним заварним кремом, подібно до способу приготування сирих яєць з молоком. Проте масло було тоді дуже дороге, тому шефам було важко готувати листкове тісто для тартів. Замість нього вони могли використовувати сало.
Протягом 1920-их років, оскільки між універмагами точилися жорсткі змагання щодо залучення більшої кількості клієнтів, щотижня шеф кожного універмагу винаходив новий дімсам або десерт як приманку для клієнтів, і саме тоді яєчний тарт з'явився в Гуанчжоу. Пізніше, у 1940-х і 1950-х, багато шефів мігрували до Гонконгу та перевезли свої рецепти. Саме так з'явилися яєчні тарти по-гонконзьки.
Тарти із заварним кремом з'явилися у Гонконзі у 1940-тих через чхачханьтхени. Гонконзькі яєчні тарти нагадують паштейші-де-ната, що популярні в Макао. Кантон (сучасний Гуанчжоу) підтримував тісніші зв'язки із Заходом, особливо з Великою Британією та Португалією, ніж інші частини Китаю. Також, будучи сусідом Макао, Гонконг запозичив деякі риси макаоської культури.
Поряд з яєчним тартом існує також кокосовий тарт.

## Різновиди

### Гуанчжоуська кухня
Сьогодні яєчні тарти є одними з найвпізнаваніших димсамів, які пропонуються в ямчі. У Гуанчжоу існує три стандартні типи яєчних тартів: звичайний яєчний тарт, паштел-де-ната (португальський тарт), кокосовий тарт.
Яєчні тарти відіграють основну роль у гуанчжоуській традиції димсамів, навіть більше за пельмені з креветок (згідно з громадською думкою). На відміну від інших димсамів, яєчні тарти не зазнали особливих змін, тому деякі вчені вважають цей десерт символом злиття кантонської та західної культур.
Яєчні тарти зустрічаються не тільки в ямчах, а також у кондитерських і фаст-фудах, наприклад у KFC.

### Гонконзька кухня
Сьогодні яєчні тарти у гонконзькій кухні зустрічаються в різних варіантах, включаючи тарти з яєчними білками, з молоком, з медом, зі смаком імбиру, які є різновидами традиційного молочного та яєчного заварного крему; також зустрічаються шоколадні тарти, тарти зі смаком зеленого чаю, чи навіть тарти з їстівними пташиними гніздами.
Взагалі, для приготування яєчних тартів використовують два види тіста: пісочне або листкове тісто, традиційно приготоване з використанням свинячого сала, ніж вершкового масла або жиру. Обидва типи наповнюються жирним заварним кремом, що більш яєчний і менш кремовий, ніж англійські тістечка.
На відміну від англійських заварних тартів, яєчні тарти не посипають мускатником або корицею перед споживанням. Яєчні тарти також подають свіжеспеченими, а не за кімнатної температури, як англійські тістечка.
Китайські яєчні тарти зустрічаються в Гонконзі, Макао та в інших частинах Китаю. Існує невелика різниця між гонконзьким та макаоським тартом. Макаоська версія привезена португальськими колоністами. Португальський яєчний тарт згодом дістався Гонконгу, де зазнав впливу британських тарталеток із заварним кремом. Португальська версія зазвичай менш гладка й гляснувата.

## Галерея

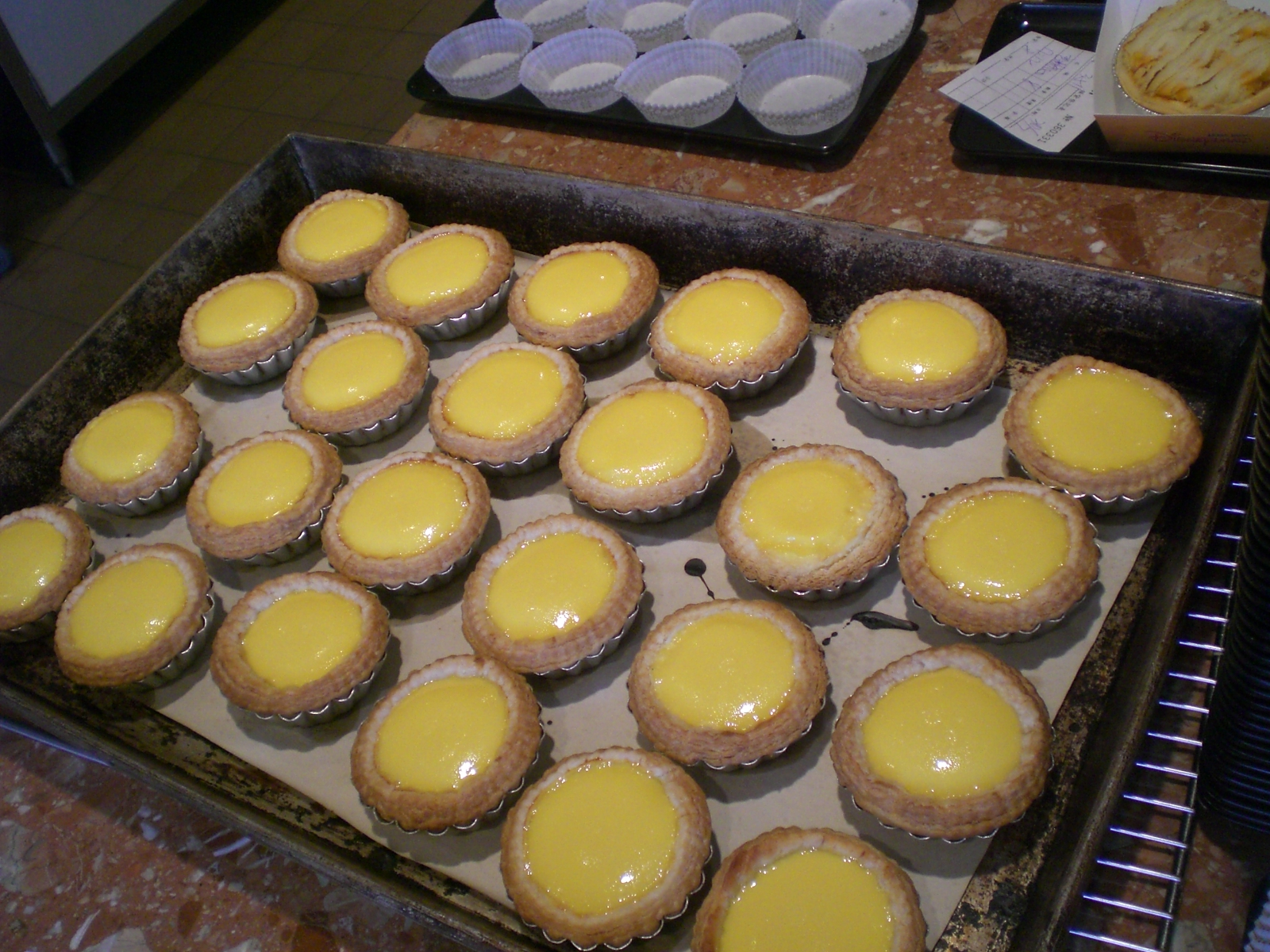
Свіжоспечені яєчні тарти в Гонконзі
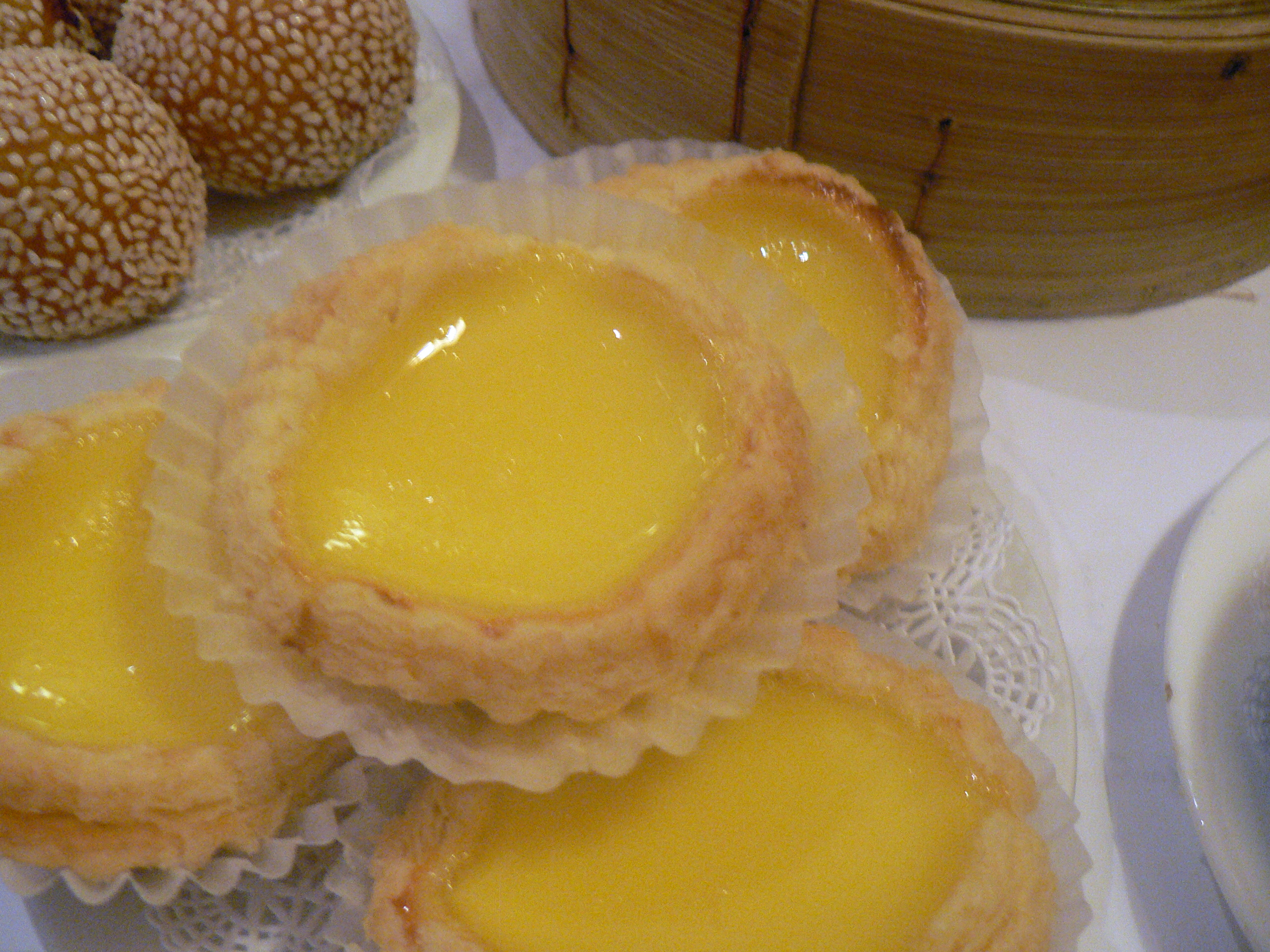
Яєчні тарти
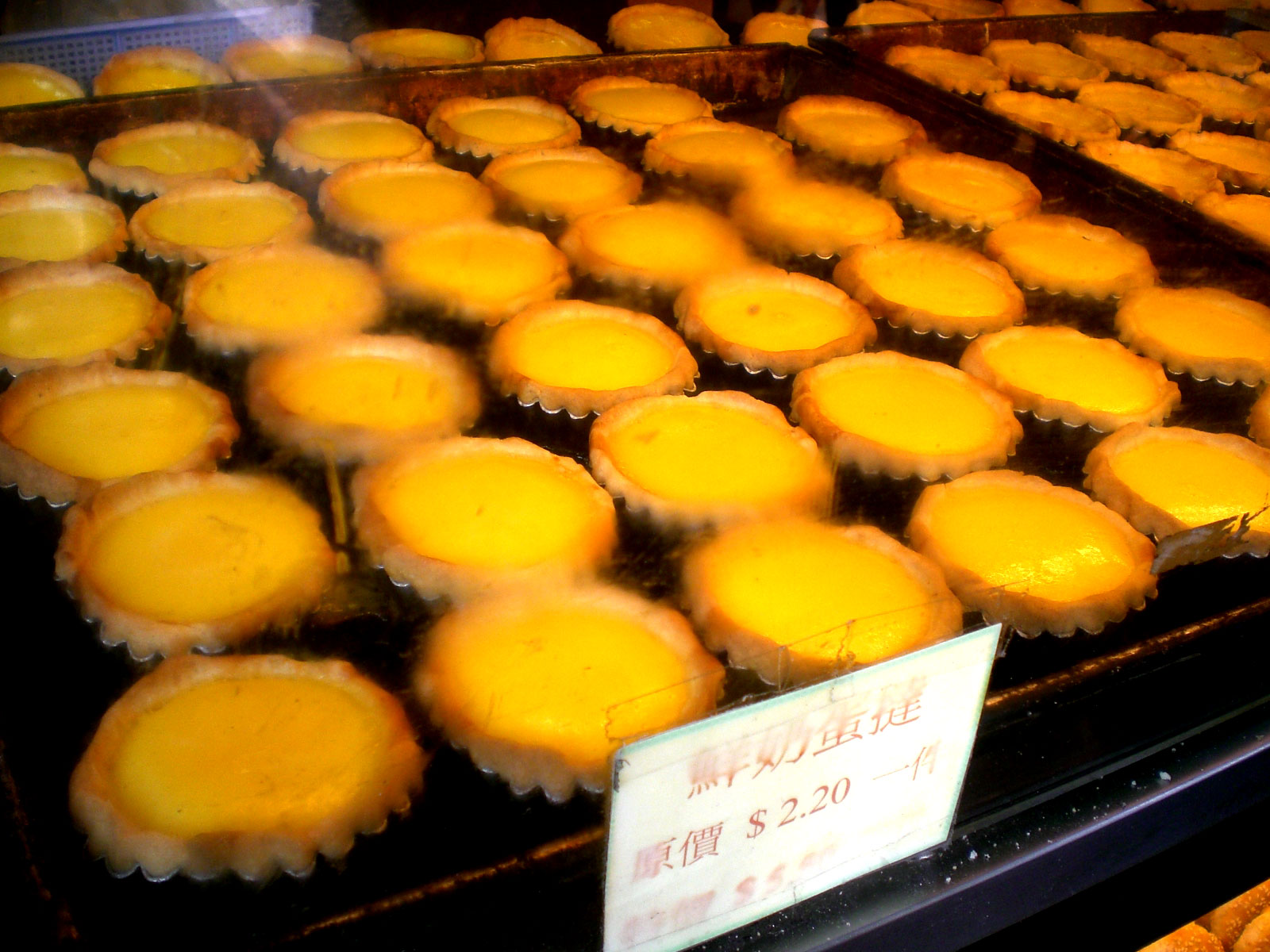
Яєчні тарти на прилавку кондитерської в Гонконзі
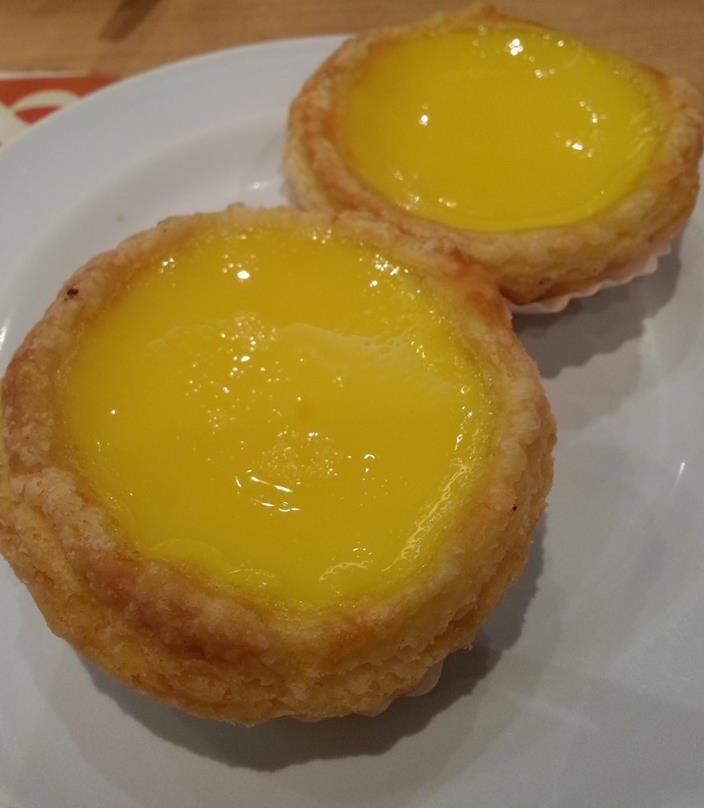
Два яєчні тарти
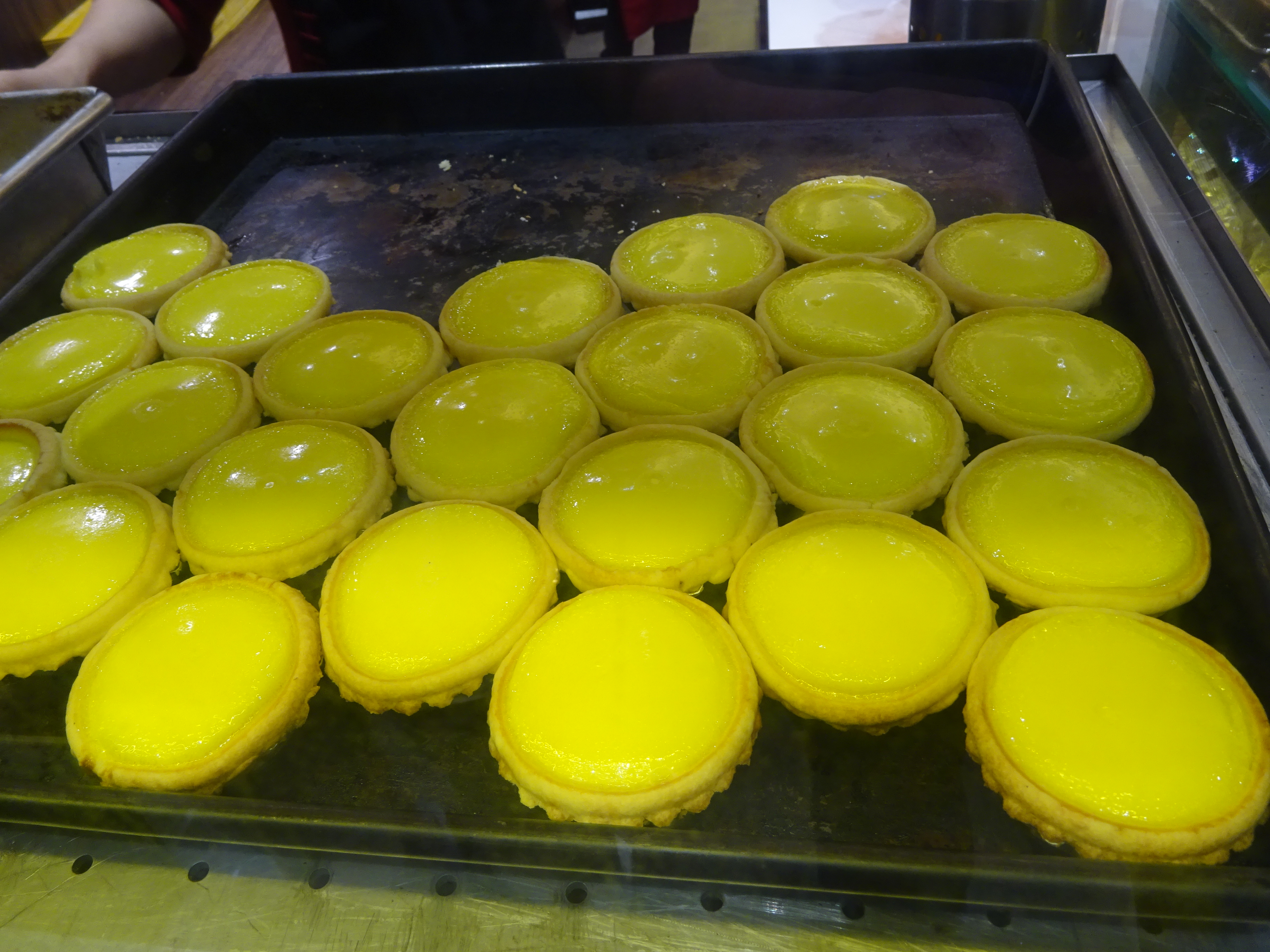
Деко з яєчними тартами